# Scaphinotus angulatus
Scaphinotus angulatus är en skalbaggsart som beskrevs av Harris. Scaphinotus angulatus ingår i släktet Scaphinotus och familjen jordlöpare. Inga underarter finns listade i Catalogue of Life.